# Лоран Відаль
Лоран Відаль (18 лютого 1984 — 10 листопада 2015) — французький тріатлоніст. Учасник Олімпійських ігор у Лондоні і Пекіні. Триразовий чемпіон Франції, чемпіон Океанії.

## Біографічні відомості
У змаганнях юніорів став віце-чемпіоном Європи і четвертим на світовій першості. Постійне вдосконалення майстерності стрияло здобутті ліценції на Пекінську олімпіаду, де він фінішував 36-м. Через чотири роки у Лондоні став пятим серед кращих тріатлоністів планети. 24 березня 2012 року став переможцем етапу Кубка світу в Мулулабі. На фініші однаковий час також показали австралієць Бред Калефельдт і співвітчизник Давид Осс. Виступав за професійні команди «TC Lievin» (Франція) і «EJOT Team Buschhütten» (Німеччина). Двічі здобував бронзу на етапах Всесвітньої чемпіонської серії: 2009 року в австрійському Кіцбюелі і 2012 в австралійському Сіднеї.
Мав ступінь бакалавра з спортивного менеджменту. Разом з Андреа Г'юїтт мешкали у французькому Сеті або новозеландському Крайстчерчі. У квітні 2014 року, під час купання в Сеті, сталася зупинка серця. Був змушений завершити карєру професіонального тріатлоніста і зосередився на тренерській діяльності. Помер 10 листопада 2015 року від серцевого нападу в своєму будинку в Жижані.

## Досягнення
- Чемпіон Франції (3): 2009, 2011, 2012
- Чемпіон Океанії (1): 2010

## Статистика

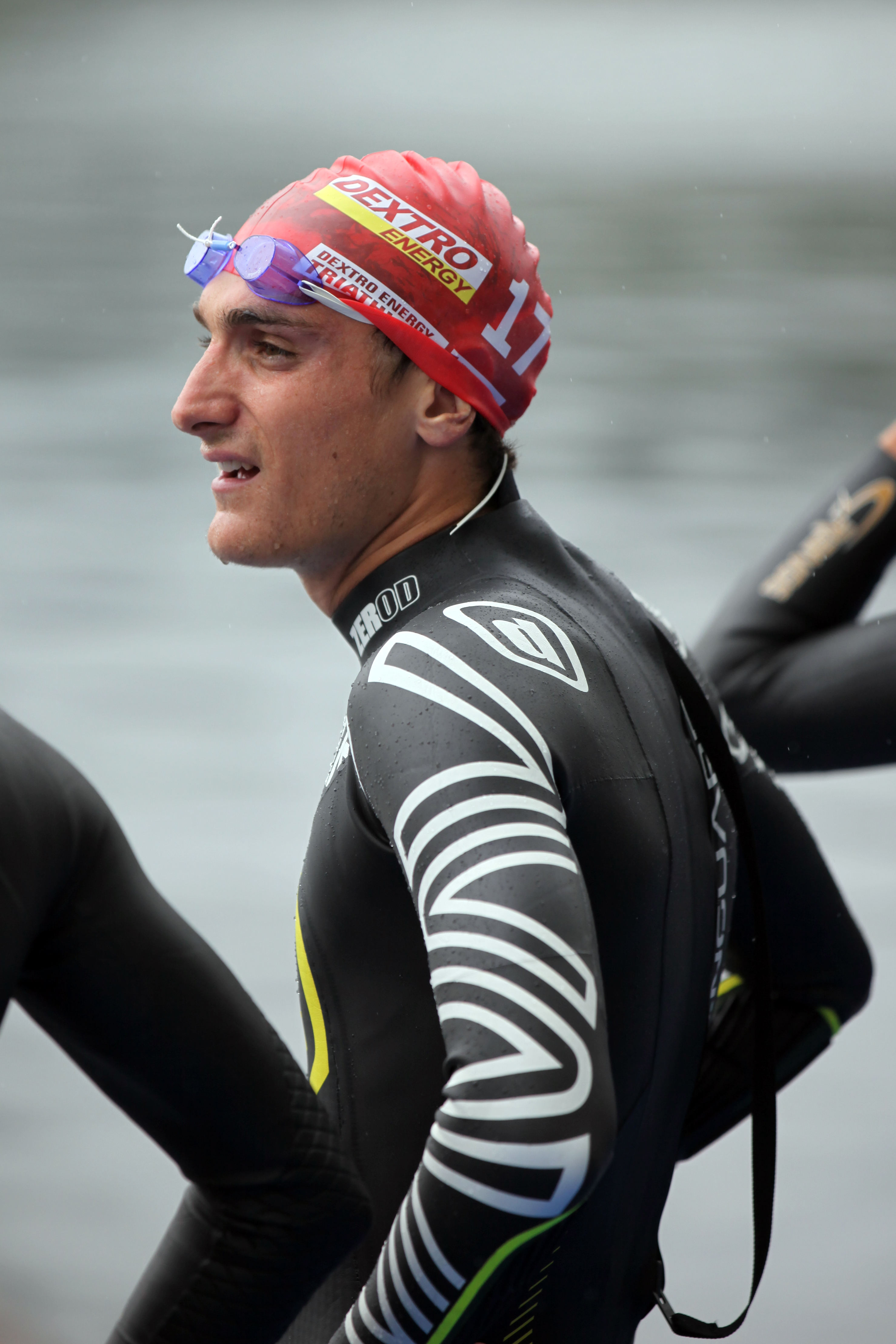

Статистика виступів на головних турнірах світового тріатлону:
| Дата | Назва турніру            | Місце | Очки (час) | Примітки |
| ---- | ------------------------ | ----- | ---------- | -------- |
| 2005 | Чемпіонат світу          | DNF   |            |          |
| 2007 | Чемпіонат світу          | 28    | 01:45:34   |          |
| 2007 | Кубок світу              | 35    | 60         | [ 6 ]    |
| 2008 | Чемпіонат світу          | 16    | 01:50:59   |          |
| 2008 | Олімпійські ігри         | 36    | 01:53:02   |          |
| 2008 | Кубок світу              | 5     | 159        | [ 7 ]    |
| 2009 | Світова серія            | 6     | 3048       | [ 8 ]    |
| 2010 | Світова серія            | 26    | 1098       |          |
| 2011 | Чемпіонат світу (спринт) | 6     | 00:52:43   |          |
| 2011 | Світова серія            | 7     | 2844       |          |
| 2012 | Олімпійські ігри         | 5     | 01:47:21   |          |
| 2012 | Світова серія            | 8     | 2772       |          |
| 2013 | Світова серія            | 7     | 2680       |          |
| 2014 | Світова серія            | 104   | 229        |          |

Статистика виступів на етапах Світової серії, Кубка світу та інших турнірах
| Дата       | Турнір                                | Місто            | Місце |
| ---------- | ------------------------------------- | ---------------- | ----- |
| 2002-07-06 | Юніорський чемпіонат світу            | Дьєр             | 2     |
| 2002-11-09 | Юніорський чемпіонат світу            | Канкун           | 19    |
| 2003-06-21 | Юніорський чемпіонат Європи           | Карлові Вари     | 14    |
| 2003-12-06 | Юніорський чемпіонат світу            | Квінстаун        | 4     |
| 2004-05-09 | Молодіжний чемпіонат світу            | Мадейра          | 7     |
| 2004-09-04 | Кубок світу                           | Гамбург          | DNF   |
| 2005-06-05 | Кубок світу                           | Мадрид           | DNF   |
| 2005-07-17 | Молодіжний чемпіонат Європи           | Софія            | 37    |
| 2005-07-31 | Кубок світу                           | Солфорд          | 14    |
| 2005-09-10 | Молодіжний чемпіонат світу            | Гамагорі         | DNF   |
| 2005-09-17 | Кубок світу                           | Пекін            | 48    |
| 2006-03-03 | Кубок світу                           | Доха             | 11    |
| 2006-06-11 | Кубок світу                           | Ричардс-Бей      | 40    |
| 2006-06-23 | Чемпіонат Європи                      | Отен             | DNF   |
| 2006-09-17 | Кубок Європи                          | Кендзежин-Козьле | 24    |
| 2006-10-08 | Європейський і панамериканський кубок | Баеса            | 3     |
| 2006-10-18 | Кубок Європи                          | Аланія           | 3     |
| 2006-11-05 | Кубок світу                           | Канкун           | 45    |
| 2007-03-04 | Чемпіонат Океанії                     | Джилонг          | 6     |
| 2007-03-25 | Кубок світу                           | Мулулаба         | 25    |
| 2007-05-06 | Кубок світу                           | Лісабон          | 8     |
| 2007-06-03 | Кубок світу                           | Мадрид           | 8     |
| 2007-06-29 | Чемпіонат Європи                      | Копенгаген       | 6     |
| 2007-07-22 | Кубок світу                           | Кіцбюель         | 12    |
| 2007-07-29 | Кубок світу                           | Солфорд          | 14    |
| 2007-09-15 | Кубок світу                           | Пекін            | 49    |
| 2008-03-09 | Чемпіонат Океанії                     | Веллінгтон       | DNF   |
| 2008-03-30 | Кубок світу                           | Мулулаба         | 51    |
| 2008-04-06 | Кубок світу                           | Нью-Плімут       | DNS   |
| 2008-05-04 | Кубок світу                           | Ричардс-Бей      | 5     |
| 2008-05-25 | Кубок світу                           | Мадрид           | 8     |
| 2008-07-20 | Кубок світу                           | Кіцбюель         | 6     |
| 2008-08-18 | Олімпійські ігри                      | Пекін            | 36    |
| 2008-09-27 | Кубок світу                           | Лорьян           | 5     |
| 2008-10-26 | Кубок світу                           | Уатулько         | 3     |
| 2009-03-29 | Кубок світу                           | Мулулаба         | 5     |
| 2009-04-05 | Кубок Океанії                         | Нью-Плімут       | 9     |
| 2009-05-02 | Світова серія                         | Тхоньєн          | 8     |
| 2009-05-31 | Світова серія                         | Мадрид           | 13    |
| 2009-06-21 | Світова серія                         | Вашингтон        | 7     |
| 2009-07-02 | Чемпіонат Європи                      | Голтен           | 26    |
| 2009-07-11 | Світова серія                         | Кіцбюель         | 3     |
| 2009-08-15 | Світова серія                         | Лондон           | 5     |
| 2009-08-22 | Світова серія                         | Йокогама         | 4     |
| 2009-09-09 | Світова серія (гранд-фінал)           | Голд-Кост        | 9     |
| 2010-03-13 | Чемпіонат Океанії                     | Веллінгтон       | 1     |
| 2010-04-11 | Світова серія                         | Сідней           | 8     |
| 2010-05-08 | Світова серія                         | Сеул             | 21    |
| 2010-06-12 | Елітний кубок                         | Де-Мойн          | 12    |
| 2010-07-03 | Чемпіонат Європи                      | Атлон            | 5     |
| 2010-07-24 | Світова серія                         | Лондон           | 12    |
| 2010-08-14 | Світова серія                         | Кіцбюель         | DNF   |
| 2011-03-26 | Кубок світу                           | Мулулаба         | 12    |
| 2011-04-09 | Світова серія                         | Сідней           | DNF   |
| 2011-06-04 | Світова серія                         | Мадрид           | 12    |
| 2011-06-18 | Світова серія                         | Кіцбюель         | 6     |
| 2011-06-24 | Чемпіонат Європи                      | Понтеведра       | 7     |
| 2011-08-06 | Світова серія                         | Лондон           | 6     |
| 2011-09-09 | Світова серія (гранд-фінал)           | Пекін            | 5     |
| 25.03.2012 | Кубок світу                           | Мулулаба         | 1.    |
| 14.04.2012 | Світова серія                         | Сідней           | 3.    |
| 27.05.2012 | Світова серія                         | Мадрид           | 11.   |
| 17.06.2012 | Кубок світу                           | Баньолас         | 2.    |
| 23.06.2012 | Світова серія                         | Кіцбюель         | 7.    |
| 25.08.2012 | Світова серія                         | Стокгольм        | DNF   |
| 29.09.2012 | Світова серія                         | Йокогама         | 4.    |
| 21.10.2012 | Світова серія                         | Окленд           | 31.   |
| 16.03.2013 | Кубок світу                           | Мулулаба         | 16.   |
| 07.04.2013 | Світова серія                         | Окленд           | 4.    |
| 19.04.2013 | Світова серія                         | Сан-Дієго        | 15.   |
| 02.06.2013 | Світова серія                         | Мадрид           | 7.    |
| 06.07.2013 | Світова серія                         | Кіцбюель         | 40.   |
| 20.07.2013 | Світова серія                         | Гамбург          | DNF   |
| 23.08.2013 | Світова серія                         | Стокгольм        | 8.    |
| 15.09.2013 | Світова серія                         | Лондон           | 6.    |
| 15.03.2014 | Кубок світу                           | Мулулаба         | 18.   |
| 23.03.2014 | Кубок світу                           | Нью-Плімут       | 10.   |

- DNS = був у заявці, але не стартував ·
- DNF = не фінішував